# ランキン・セルバーグの方法
数学では、ランキン・セルバーグの方法(Rankin–Selberg method)は ( Rankin 1939) と  Selberg (1940) により導入され、L-函数の積分表現の理論としても知られ、保型形式のL-函数のいくつかの重要な例を直接構成する解析接続のテクニックである。このアイゼンシュタイン級数を意味する積分表現の特別なタイプであり、この方面の研究者が何人かいる。この方法は、ラングランズ・プログラムの研究のための最も強力なテクニックの一つとなっている。

## 歴史
ある意味では、この理論はベルンハルト・リーマンまで遡る。彼はリーマンゼータ函数をヤコビのテータ函数のメリン変換として構成した。リーマンはテータ函数の漸近解析(asymptotics)を使い、解析接続とテータ函数の保型性を得て、函数等式を証明した。エーリッヒ・ヘッケや後日のハンス・マース(Hans Maass)は、同じメリン変換の方法を上半平面上のモジュラ形式へ応用した。これにより、リーマンの例は特別な例と見なすことができるようになった。
ロバート・アレクサンダー・ランキン(Robert Alexander Rankin)とアトル・セルバーグ(Atle Selberg)は、独立に、それらの対合の L-函数を構成した。現在は、GL(2)の標準表現(standard representation)に付随するラングランズ L-函数と考えられている。リーマンが行ったように、彼らは少し異なるタイプのモジュラ函数の積分を使う。彼らは、上半平面上に作用するモジュラ群 SL2(Z) の基本領域 D 上の実解析的アイゼンシュタイン級数 E(τ,s) を持ち、ウェイト k である 2つのモジュラ形式 f と g との積を積分した。  
{\displaystyle \displaystyle \int _{D}f(\tau ){\overline {g(\tau )}}E(\tau ,s)y^{k-2}dxdy\ .}
2つの形式のうちの一つがカスプ形式のときには、この積分は絶対収束し、そうでないときは、漸近解析を使いリーマンが行ったように、有理型接続を使わねばならない。従って、解析接続や函数等式は、アイゼンシュタイン級数の問題へと帰着された。積分は「展開」と呼ばれるテクニックにより対合 L-函数と同一視され、そこではアイゼンシュタイン級数と積分領域の定義は、より単純なディリクレ級数となり、L-函数の表現へと置き換わった。解析的性質の大域的な制御を互いに展開するという同時結合は、このテクニックを成功裏に導いた。

## 現代のアデール論
ハーヴェ・ジャケ(Hervé Jacquet)とロバート・ラングランズ(Robert Langlands)は、後に、リーマン、ヘッケ、マース、ランキン、セルバーグにより既にえられていたアデール的な積分表現を、標準的なテンソル積の L-函数として与えた。彼らの理論は非常に完全で、全ての因子の公式を説明し、詳細な形で函数等式を記述する解析接続の性質を一層鮮明とした。

## 一般化と制限事項
今日、保型形式の L-函数の大規模な積分表現があるが、しかし、2つの気になる注意事項がある。第一の注意事項は、どのような L-函数が積分表示を持つか、あるいは、どのようにして積分表示できる L-函数を見つけるかが全て明らかであるわけではないことである。新しい例を発見するには議論が必要であり、時間もかかることから、この方法は枯渇に近いことが懸念されている。第二の注意事項は、一般には展開の段階の後、局所積分を計算することが困難であるか不可能でさえあることである。これは積分が L-函数を表現していない（それに近いなにかを表現している）だけで、求めている解析的性質を持っているのかもしれない。
このようにして、L-函数が積分表現を持つことは、既に解かれている解析的性質を示すことはなく、残されている重要な解析的結果があるのかもしれない。にもかかわらず、少なくとも、L-函数は保型形式の積分の形式的な計算を通した代数的構成を持つことが確かとなり、有限個を除き全ての素点で L-函数は特別な L-函数のオイラー積を持つことが予想されている。多くの場合に、ラングランズ・シャヒーディの方法は、このことを補完するような情報をもたらす。

## 注目すべき例
- GL(n) 上の標準L-函数（ゴドマン（英語版）(Godement)–ジャケ(Jacquet)）。この理論は、元々の論文の中で完全に解かれている。

- GL(n) × GL(m) 上のテンソル積 L-函数（m = 1 であれば、標準 L-函数を含んでいる）、は、ジャケ(Jacquet), イリヤ・ピアテツキー＝シャピロ(Ilya Piatetski-Shapiro), シャリカ(Shalika)による。この理論は、完全にモエグリン(Moeglin)とワルズプルガー(Waldspurger)により解決され、逆エンジニアリングにより「逆定理」が確立した。

- GL(n) の対称二重積は志村五郎により解かれた。ゲルバート(Gelbart)–ジャケ(Jacquet)は (n = 2)の場合、ピャテツキー＝シャピロ(Piatetski-Shapiro)とパターソン(Patterson)により (n = 3)の場合、バンプ(Bump)–ギンツバーグ(Ginzburg) (n > 3)の場合が解かれた。

- GL(n) 上の外二重積は、ジャケ(Jacquet)–シャリカ(Shalika)とバンプ(Bump)–ギンツバーグ(Ginzburg)による。

- GL(2) × GL(2) × GL(2) 上の三重積(Garrett,  Harris,  Ikeda, Piatetski-Shapiro, Rallis, Ramakrishnan, and Orloff).

- GL(2) 上の対称三重積 (Bump–Ginzburg–Hoffstein)

- GL(2) 上の対称四重積 (Ginzburg–Rallis)

- E6 と E7 の標準L-函数 (Ginzburg)